# University-Mount Wellington Association Football Club
Maillots
L'University-Mount Wellington Association Football Club est un club néo-zélandais de football basé à Auckland. Il est fondé en 2000 à la suite de la fusion du Mount Wellington Association Football Club avec l'Auckland University Association Football Club.

## Palmarès
- Coupe de Nouvelle-Zélande de football (2)
  - Vainqueur : 2001 et 2003

- Championnat de Nouvelle-Zélande de football
  - Vice-champion : 2000

- Le club est classé 5e meilleur club de football océanien du XXe siècle par l'IFFHS